# Srpski Krstur
Srpski Krstur (en serbe cyrillique : Српски Крстур ; en hongrois : Ókeresztúr) est une localité de Serbie située dans la province autonome de Voïvodine. Elle fait partie de la municipalité de Novi Kneževac dans le district du Banat septentrional. Au recensement de 2011, elle comptait 1 324 habitants.
Srpski Krstur est officiellement classé parmi les villages de Serbie. En serbe, le mot krst signifie la « croix ».

## Démographie

### Évolution historique de la population
| 1948  | 1953  | 1961  | 1971  | 1981  | 1991  | 2002  | 2011  |
| ----- | ----- | ----- | ----- | ----- | ----- | ----- | ----- |
| 2 642 | 2 585 | 2 415 | 2 201 | 1 794 | 1 552 | 1 620 | 1 324 |

|  |